# Центральна національна рада

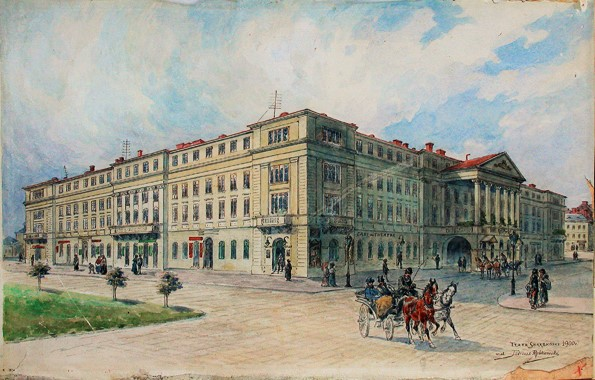
Театр Скарбека (початок ХХ ст.)

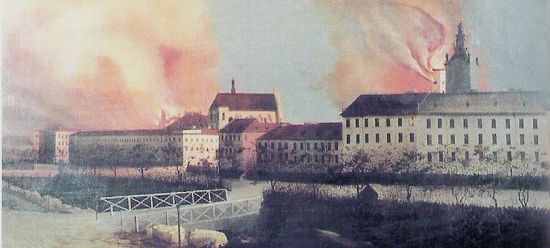
Пожежа Львівської ратуші під час повстання (1848)

Центра́льна націона́льна ра́да (пол. Centralna Rada Narodowa, Центральна рада народова), або Націона́льна льві́вська ра́да (пол. Rada Narodowa Lwowska) — польська націоналістична громадська організація в австрійській Галичині. Діяла у Львові протягом 13 квітня — 2 листопада 1848 року. Брала активну участь у революційних подіях на Галичині. Конкурувала за вплив на населення Галичини із українською Головною руською радою та консервативною польською Асоціацією власників великих сільських садиб, що об'єднувала велику галицьку знать.

## Загальні відомості
Центральна національна рада була створена у Львові, в ході Весни Народів, після Березневого повстання. Вона представляла інтереси галицької шляхти, широких верств польського міщанства та демократичної інтелігенції. Рада планувалася як прототип уряду майбутньої польської держави й почала формувати по Галичині окружні польські ради і польську Національну гвардію. Засідання проходили у приміщенні театру Скарбека.
В жовтні, внаслідок спалаху революції в Угорщині та боїв у Відні, частина членів Центральної національної ради, за відсутності одностайної підтримки, розпочала підготовку до Львівського повстання проти австрійської влади. 1-2 листопада у Львові відбулися бої між австрійською армією та польською Національною гвардією, яку підтримали львів'яни. Після артилерійського обстрілу міста, що спричинив руйнівні пожежі, повстанці здалися, а Центральна національна рада підписала акт капітуляції. Австрійський уряд розпустив польську гвардію і заборонив діяльність Центральної національної ради.

## Члени
- Францішек Вешхлейський головний
- Володимир Дідушицький
- Ян Добжанський
- Флоріян Земялковський
- Денис Зубрицький
- Онуфрій Криницький
- Антоній Манастирський
- Станіслав Пілят
- Леон Сапіга
- Александер Фредро